# Elche
Elche (valenciansk: Elx) er en by i regionen Alicante i det østlige Spanien med et indbyggertal på 243.128 (2024). Byen ligger tæt ved kysten til Middelhavet.
Elche er kendt for en stor produktion af fodtøj og er en af både Spaniens og EU's førende byer indenfor branchen.